# Мардаев, Ботир Хуррамович
Ботир Хуррамович Мардаев (узб. Botir Xurramovich Mardaev; род. 11 ноября 1979 года, Сурхандарьинская область, Узбекская ССР) — узбекский инженер-технолог и магистр государственного и общественного строительства. В 2020 году избран депутатом Законодательной палаты Олий Мажлиса Узбекистана.

## Биография
Ботир Мардаев родился 11 ноября 1979 года в Сурхандарьинской области. В 2003 году окончил Ташкентский институт текстильной и легкой промышленности, а в 2011 году Академию государственного и общественного строительства при президенте Узбекистана.
В 1996 году начал трудовую деятельность рабочим колхоза «Галаба» в Денаунском районе. Занимал должность председателя первичной организации общественного движения молодежи «Камолот» Ташкентского института текстильной и легкой промышленности с 2002 по 2003 года. С 2003 по 2004 занимал должность начальника отдела Яккасарайского районного совета ОДМ «Камолот». В 2003—2007 гг. — стажер-исследователь Ташкентского института текстильной и легкой промышленности. С 2004 по 2017 занимал должность руководителя группы Яккасарайского районного Кенгаша УзЛиДеП, ведущего консультанта, заведующего секретариатом, заведующего сектором, заведующего отделом аппарата Исполкома Политсовета УзЛиДеП. В 2017 году — главный специалист Торгово-промышленной палаты Узбекистана. С 2017 года занимает должность начальника Сурхандарьинского областного управления Торгово-промышленной палаты Узбекистана.
Является членом Комитета Законодательной палаты Олий Мажлиса по вопросам промышленности, строительства и торговли.